# Galșa, Arad
Galșa este un sat în comuna Șiria din județul Arad, Crișana, România.

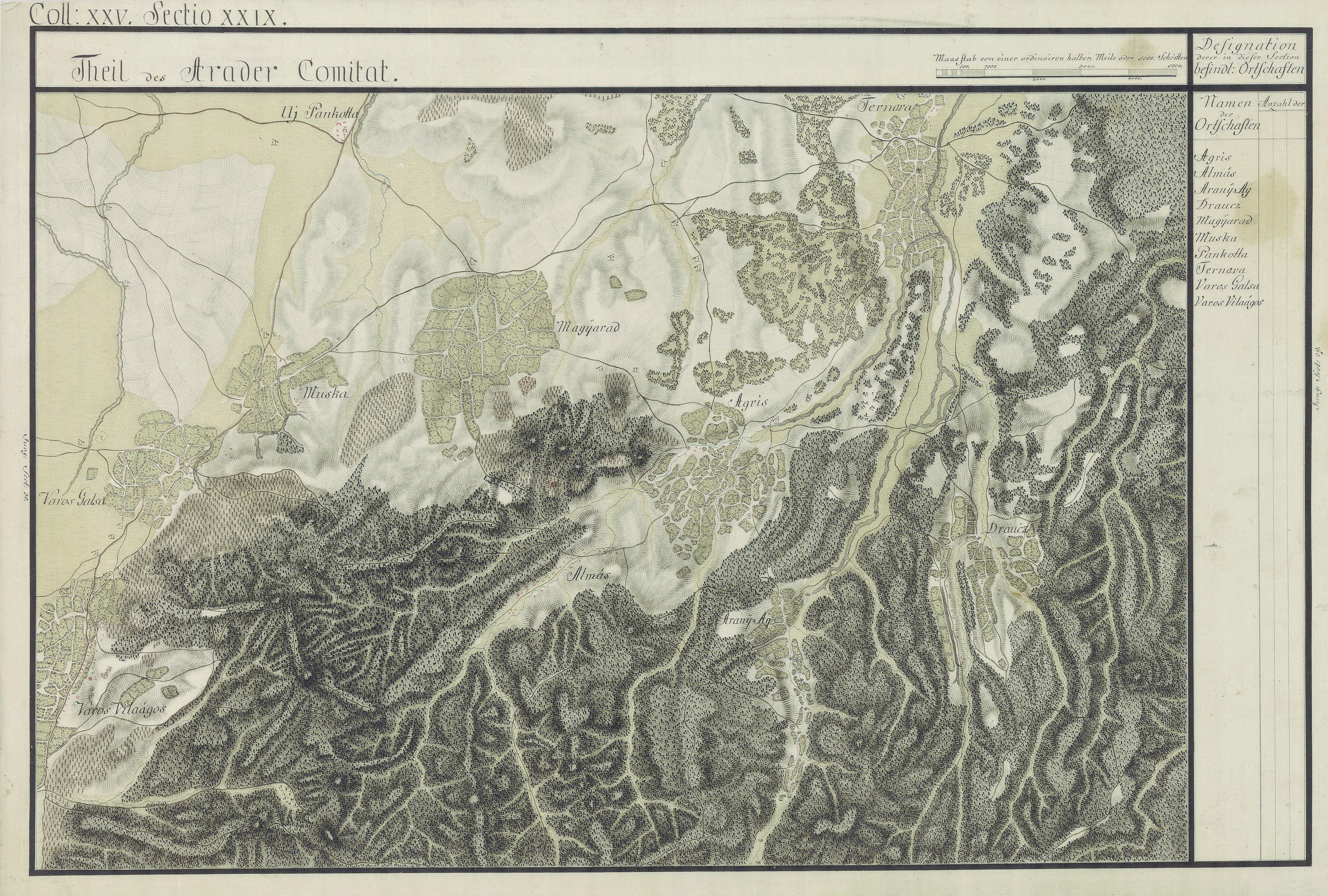
Galșa în Harta Iozefină a Comitatului Arad, 1782-85

## Așezare geografică
Localitatea este situată la 28 km de municipiul Arad în direcția Moneasa. Satul Galșa se află în comuna Șiria între localitatea Șiria și satul Mâsca. 
Întregul traseu până la Pâncota este însoțit pe dreapta de șesuri piemontane și chiar piemonturi, strâns legate de masivul Zarand.

## Istoric
Galșa este atestată documentar din 1214.  

## Economie
Satul are bogate tradiții viticole. Întreaga zona face parte din așa numita Podgorie a Aradului.

## Turism
În apropiere se află dealurile Șiriei (Cetatea Șiria), un loc propice pentru practicarea parapantismului. 